# Kevin Wright
Kevin Adrian Wright, född 12 december 1995 i London, är en engelsk-sierraleonsk fotbollsspelare som spelar för Oakland Roots.

## Karriär
I augusti 2017 lånades Wright ut till Degerfors IF. I december 2017 värvades Wright av Degerfors, där han skrev på ett tvåårskontrakt.
I mars 2019 värvades Wright av Örebro SK, där han skrev på ett treårskontrakt. Wright gjorde sin allsvenska debut den 31 mars 2019 i en 1–0-förlust mot Falkenbergs FF. Säsongen 2021 blev Örebro nedflyttade från Allsvenskan och Wright valde därefter att lämna klubben.
I mars 2022 skrev Wright på ett treårskontrakt med IK Sirius. I juli 2022 kom Sirius och Wright överens om att bryta kontraktet.